# Nemessúr
Nemessúr (szlovákul Zemianske Šúrovce)  Súr településrésze, korábban önálló község Szlovákiában, a Nagyszombati kerületben, a Nagyszombati járásban.

## Fekvése
Nagyszombattól 11 km-re délkeletre, a Vág jobb partján fekszik.

## Története
A régészeti leletek tanúsága szerint a község területén az újkőkorban, a római korban és a korai szláv időkben is éltek emberek.
Neve a türk eredetű magyar Súr személynévből ered (cur = egy méltóságnév). Súr település a 13. században keletkezett, első írásos említése 1291-ből való. Galgóc, majd a 16. századtól Sempte várának uradalmához tartozott. Ekkor lakói felvették a protestáns hitet. Mint neve is tanúsítja, Nemessúr nemesi község volt, főbb birtokosai az Ammer és a báró Svetenay családok voltak. 1910-ben 314, túlnyomórészt szlovák lakosa volt.
Pozsony vármegye monográfiájában "Nemessúr, vágvölgyi magyar kisközség, körjegyzőségi székhely, 44 házzal és 256 róm. kath. vallású lakossal. E néven csak az újabb korban szerepel, mert hajdan Nagysúrhoz tartozott és annak sorsában osztozott. Magyar község volt, de idővel eltótosodott. Lakosai nemesi jogokat élveztek. Katholikus kápolnája 1869-ben épült. Postája Nagysúr, távírója és vasúti állomása Szered."
A trianoni békeszerződésig Pozsony vármegye Nagyszombati járásához tartozott. 1960-ban Nagysúr, Valtasúr és Várassúr falvakkal Súr néven egyesítették.

## Népessége
2001-ben Súr község 2211 lakosából 2170 szlovák volt.

## Nevezetességei
- A Fájdalmas Szűzanya tiszteletére szentelt római katolikus kápolnája 1869-ben épült.